# SILEX-systeem
SILEX (Semiconductor Intersatellite Link EXperiment) is een communicatiesysteem tussen satellieten onderling dat gebruikmaakt van laserlicht om gegevens over te zenden. Het belangrijkste doel is een betere communicatie tussen niet-geostationaire satellieten en grondstations. 

## Algemeen
SILEX ondervangt een probleem bij de communicatie met niet-geostationaire satellieten in een lage baan om de aarde (±1000 km hoogte): satellieten in zo'n lage baan bewegen zeer snel ten opzichte van het aardoppervlak, terwijl communicatie met de grond alleen efficiënt mogelijk is als de satelliet zich in de buurt van een grondstation bevindt. Hierdoor kan slechts gedurende een beperkt aantal korte perioden gecommuniceerd worden. Communicatie met geostationaire satellieten daarentegen is veel eenvoudiger en efficiënter, omdat deze in principe niet bewegen ten opzichte van het aardoppervlak. 
Het SILEX-systeem maakt snelle en betrouwbare communicatie van een niet-geostationaire satelliet met een geostationaire satelliet mogelijk.
Het bestaat uit minimaal twee werkstations, een aan boord van een geostationaire satelliet en een aan boord van een niet-geostationaire satelliet. Met lasertechnologie is het oversturen van data naar een geostationaire satelliet met een snelheid van 50 Mb/s mogelijk. Vanaf de geostationaire satelliet kunnen de gegevens vervolgens naar een grondstation worden doorgestuurd.
Het SILEX-systeem is ontworpen en gebouwd door Astrium, een onderdeel van het EADS-consortium, in samenwerking met Bosch en Zeiss.

## Toepassingen
Het SILEX-systeem is aan boord van de satellieten Artemis en SPOT-4 aanwezig waardoor communicatie van satelliet naar satelliet mogelijk is. De gegevens van SPOT-4 kunnen meerdere malen per dag op hoge snelheid naar Artemis worden gezonden, waarna Artemis deze naar het grondstation doorstuurt.